# کریس یونگ (هنرپیشه)
کریس یونگ (انگلیسی: Chris Young؛ زادهٔ ۲۸ آوریل ۱۹۷۱) یک کارگردان، هنرپیشه، و تهیه‌کننده اهل ایالات متحده آمریکا است.